# Ian Baker-Finch
Pour les articles homonymes, voir Finch.
Ian Baker-Finch, Ian Michael Baker-Finch, né le 24 octobre 1960 à Nambour dans le Queensland, est un golfeur australien.